# Hyperolius chlorosteus
Hyperolius chlorosteus là một loài ếch thuộc họ Hyperoliidae.
Loài này có ở Bờ Biển Ngà, Guinea, Liberia, và Sierra Leone.
Môi trường sống tự nhiên của chúng là rừng ẩm vùng đất thấp nhiệt đới hoặc cận nhiệt đới và sông ngòi.
Chúng hiện đang bị đe dọa vì mất môi trường sống.